# 江津中継局
江津中継局（ごうつちゅうけいきょく）は、島根県江津市に置かれているテレビ中継局。

## 概要
- 当中継局は、市街地南部の島星山に置かれ、江津市内や一部隣接地域へ電波を発射している。

## 送信施設

### デジタルテレビ
| リモコンキーID | 物理チャンネル | 放送局名                    | 空中線電力 | ERP     | 放送対象地域  | 放送区域内世帯数 |
| 1              | 28ch           | NKT日本海テレビジョン放送   | 30W        | 70W     | 鳥取県･島根県 | 約1万世帯        |
| 2              | 50ch           | NHK松江教育テレビ           | 30W        | 83W     | 全国          | 約1万世帯        |
| 3              | 48ch 56ch      | NHK松江総合テレビ           | 30W        | 85W 83W | 鳥取県        | 約1万世帯        |
| 6              | 32ch           | BSS山陰放送                 | 30W        | 85W     | 島根県･鳥取県 | 約1万世帯        |
| 8              | 29ch           | TSK山陰中央テレビジョン放送 | 30W        | 87W     | 島根県･鳥取県 | 約1万世帯        |

- 出力については、アナログ出力と同じため、実質10倍の増力となる。
- NHK総合の赤字は2011年10月31日まで送信、黒字は2011年9月5日から送信。

### アナログテレビ
| チャンネル | 放送局名                     | 空中線 電力       | ERP  | 放送対象地域   | 放送区域 内世帯数 | 開局日        |
| ---------- | ---------------------------- | ----------------- | ---- | -------------- | ----------------- | ------------- |
| 40ch       | NKT 日本海テレビジョン放送   | 映像30W/ 音声7.5W | 不明 | 鳥取県・島根県 | 不明              | 不明          |
| 42ch       | TSK 山陰中央テレビジョン放送 | 映像30W/ 音声7.5W | 不明 | 鳥取県・島根県 | 約7600世帯        | 1970年11月7日 |
| 44ch       | BSS 山陰放送                 | 映像30W/ 音声7.5W | 不明 | 鳥取県・島根県 | 不明              | 不明          |
| 46ch       | NHK 松江総合                 | 映像30W/ 音声7.5W | 不明 | 島根県         | 約7600世帯        | 1976年7月14日 |
| 48ch       | NHK 松江教育                 | 映像30W/ 音声7.5W | 不明 | 全国           | 約7600世帯        | 1976年7月14日 |

- 正式な局名は、NHKとTSKで「江津テレビジョン放送局」、BSSとNKTで「江津テレビジョン局」である。
- 2011年7月24日をもってすべて廃止された。

## 置局住所
- アナログ…江津市大字島の星町字ボフシスヘリ坂1798番地の島星山
- デジタル…江津市島の星町480番12号の島星山